# Joahim Košutnik
Joahim Košutnik, slovenski matematik in fizik, * 1714, Beljak, † 1789 Maribor.

## Življenje
Joahim Košutnik je bil profesor matematike, fizike in modroslovja na dunajski akademski gimnaziji (univerzi), pozneje pa na viteški akademiji Marije Terezije. V Gradcu je bil ravnatelj fizikalnega kabineta in tamkajšnje zvezdarne.